# IPodLinux
iPodLinux là một bản phân phối linux dựa trên µClinux được thiết kế đặc biệt để hoạt động trên iPod của Apple Inc.. Khi nhân iPodLinux khởi động nó sẽ thay thế hệ điều hành của Apple iPod và tự động tải Podzilla, một GUI thay thế à là thanh khởi động của một só chương trình bổ sung như video player, một trình duyệt ảnh, một shell dòng lệnh, game, trình giả lập cho video game console, chương trình demo, và các thử nghiệm khác dôi khi là các phần mềm còn dang dở.
Năm 2011, dụ án dã dừng nhiều năm, trang web của nó cũng không còn được duy trì. Các phần mềm mã nguồn mở tiếp tục được phát triển trên Apple iPods với  Rockbox Project và freemyipod, đã thay thế iPodLinux.

## Cấu trúc cơ bản
iPodLinux thực chất bao gồm một Linux kernelxây dựng trên nguồn µClinux sử dụng uClibc các thư viên C chuẩn với mã nguồn driver cho các thành phần của iPod (hoặc reverse engineered drivers where available). Nó bao gồm các ứng dụng userland từ µClinux và hoặc BusyBox, một  kiểu UNIX (được tạo ra cùng với dưới hình thức định dạng HFS+ của iPods, hoặc một phân vùng ext2 hoặc FAT32 được format bởi iPod), và Podzilla GUI (và các module của nó). Hệ điều hành độc qyền IPod OS của Apple sử dụng một bộ nạp khởi động vô hình và dự trên nhân của vi xử lý ARM được viết lần đầu bởi Pixo, và trình duyệt Miller Columns của iPod, một GUI được viết bởi Apple và Pixo dùng sử dụng nền tảng ứng dụng Pixo, các firmware và các phần driverskhác được viết từ  từ mã tham chiếu của nhà sản xuất để hỗ trợ các hành vi tiêu chuẩn Apple muốn iPod có.

## Các tính năng
Bên cạnh hạt nhân, iPodLinux có các tính năng như là một phần chính podzilla và podzilla2, các ứng dụng mà cung cấp:
- Một giao diện người dùng giống như iPod
- Phát video và am thanh
- Hỗ trợ cho phát AAC, MP3 và OGG cơ bản (4G & 5G Music Player Daemon có trục trặc nhưng có thể sửa).
- Nhiều trò chơi, bao gồm cả TuxChess, Bluecube (bản sao của Tetris), Chopper, StepMania (bản sao của Dance Dance Revolution) và nhiều hơn nữa.[1]
- Ghi âm thông qua jack âm thanh ở chất lượng cao hơn nhiều so với firmware của Apple
- Có thể chơi các trò chơi  Doom và  Doom II (và có lẽ là bất kỳ Doom Total Conversion; Ví dụ Questfor Chex)
- Hỗ trợ lược đồ màu
- có thể chạy nhiều trình giả lập, ví dụ như iBoy (giả lập Nintendo Game Boy), iNES (giả lập Nintendo Entertainment System), iDarcNES (port của multiple system emulator DarcNES), iMAME (cổng Multiple Arcade Machine Emulator), và iGPSP (giả lậpGame Boy Advance).

## Lịch sử
Bộ nạp khởi động cho 4 thế hệ iPod đã được tách ra bởi Nils Schneider, một sinh viên khoa học máy tính Đức. Phương pháp phần mềm trước đó để giải nén bộ nạp khởi động cần thiết không còn làm việc. Bernard Leach trước đây đã khám phá ra làm thế nào để vận hành piezo buzzer bên trong iPod.  Schneider đã có thể sử dụng chương trình của mình với một số sửa đổi để làm cho một loạt các nhấp chuột cho mỗi byte của bộ nạp khởi động mới ipod.  Quá trình khai thác đã mất 22 giờ để hoàn thành yêu cầu của Schneider  để xây dựng một hộp cách âm để ngăn chặn các quá trình can thiệp bên ngoài.

### Server chuyển tiếp
Vào ngày 11 tháng sáu 2008 trang web của tổ chức đã bị đình chỉ và thay thế bằng một chuyển hướng đến blank page Lưu trữ ngày 10 tháng 6 năm 2008 tại Wayback Machine. Máy chủ có các dịch vụ phục hồi từng bước. ngày 01 Tháng Mười 2008 địa chỉ DNS iPodLinux.org đã được Cập Nhật và server được hoạt động trở lại vào 05 Tháng Mười 2008. Ngày 22 tháng 6 năm 2009 server ngưng hoạt động một lần nữa. Server đã hoạt động trở lại ngày 8 tháng 9. Trong tháng 9 năm 2010 Server đã ngưng hoạt động một lần nữa và đã không thể hoạt động lại. Alexander Papst, một trong những nhà phát triển, đã gửi một mirror của trang web tại ipl.derpapst.eu Lưu trữ ngày 11 tháng 10 năm 2011 tại Wayback Machine.

## Khả năng tương thích
Theo wiki iPodLinux, "Nhà phát triển đã thành công trong việc nhận được các [các tính năng sau đây]  để làm việc nó không hàm ý rằng tính năng đã sẵn sàng cho sử dụng rộng rãi."
| Generation            | Date              | LCD   | Nhập  | Serial | Đĩa cứng | Piezo    | Audio playback | Audio recording | FireWire | USB      | Quản lý nguồn | Xuất Video |
| --------------------- | ----------------- | ----- | ----- | ------ | -------- | -------- | -------------- | --------------- | -------- | -------- | ------------- | ---------- |
| Classic 1             | tháng 10 năm 2001 | Có    | Có    | Có     | Có       | Có       | Có             | —               | Có       | —        | Không         | —          |
| Classic 2             | tháng 7 năm 2002  | Có    | Có    | Có     | Có       | Có       | Có             | —               | Có       | —        | Không         | —          |
| Classic 3             | tháng 4 năm 2003  | Có    | Có    | Có     | Có       | Có       | Có             | Có              | Có       | Một phần | Một phần      | —          |
| Classic 4             | tháng 7 năm 2004  | Có    | Có    | Không  | Có       | Một phần | Có             | Một phần        | Một phần | Một phần | Một phần      | —          |
| Classic 5             | tháng 10 năm 2005 | Có    | Có    | Không  | Có       | Một phần | Có             | Không           | —        | Một phần | Một phần      | Không      |
| Classic 5.5           | tháng 10 năm 2005 | Có    | Có    | Không  | Có       | Một phần | Có             | Không           | —        | Một phần | Một phần      | Không      |
| Classic 6             | tháng 9 năm 2007  | Không | Không | Không  | Không    | Không    | Không          | Không           | Không    | Không    | Không         | Không      |
| Touch                 | tháng 9 năm 2007  | Không | Không | Không  | Không    | Không    | Không          | Không           | Không    | Không    | Không         | Không      |
| Mini 1                | tháng 1 năm 2004  | Có    | Có    | Không  | Có       | Một phần | Có             | —               | Một phần | Một phần | Một phần      | —          |
| Mini 2                | tháng 2 năm 2005  | Có    | Có    | Không  | Có       | Một phần | Có             | —               | Một phần | Một phần | Một phần      | —          |
| Classic 4 Photo/Color | tháng 10 năm 2004 | Có    | Có    | Không  | Có       | Một phần | Có             | Một phần        | Một phần | Một phần | Một phần      | Không      |
| Nano 1                | tháng 2 năm 2006  | Có    | Có    | Không  | Có       | Một phần | Có             | Không           | —        | Một phần | Một phần      | —          |
| Nano 2                | tháng 9 năm 2006  | Không | Không | Không  | Không    | Không    | Không          | Không           | Không    | Không    | Không         | —          |
| Nano 3                | tháng 9 năm 2007  | Không | Không | Không  | Không    | Không    | Không          | Không           | Không    | Không    | Không         | Không      |
| Nano 4                | tháng 9 năm 2008  | Không | Không | Không  | Không    | Không    | Không          | Không           | Không    | Không    | Không         | Không      |
| Nano 5                | tháng 9 năm 2009  | Không | Không | Không  | Không    | Không    | Không          | Không           | Không    | Không    | Không         | Không      |
| Nano 6                | tháng 9 năm 2010  | Không | Không | Không  | Không    | Không    | Không          | Không           | Không    | Không    | Không         | Không      |

Một trong những thành tựu đáng chú ý hơn của dự án là máy nghe nhạc video, phát hành tháng trước khi tin đồn về iPod Video của Apple  bắt đầu lan rộng. Máy nghe nhạc video này chỉ chạy được các file AVI, mà là về cơ bản chỉ là một loạt các khung hình ảnh bitmap được định dạng với lớp phủ âm thanh thường sẽ mất đồng bộ với đầu ra video. Một kỹ thuật nén mới gọi là  MoviePod, phát hành năm 2006, cho phép mọi người tạo thêm nhiều nội dung video vào iPod của họ. Chức năng này vẫn tiếp tục được phát triển và là một chức năng hữu ích cho người sử dụng của các iPod củ hơn (đặc biệt là người dùng Ipod Nano, với sự giúp đỡ của iPodLinux, có thể có được một media center nhỏ và có thể được tổ chức trong lòng bàn tay).
podzilla 2, thế hệ thứ hai của podzilla, và thường được gọi là pz2,  là hiện đang trong phát triển và gần đây đã thay thế phiên bản gốc của podzilla. Nó bao gồm một số tính năng mới, đáng chú ý là tính module; người dùng có thể cài đặt các ứng dụng mới mà không có việc tất cả podzilla. Phiên bản này là duy nhất làm việc tập hợp các chính thức của Podzilla sẽ chạy trên 5,5 g iPod.